# Roadrunner United
Roadrunner United — проєкт, організований американським геві-метал-лейблом Roadrunner Records для святкування свого 25-річчя. Його кульмінацією став альбом, випущений у всьому світі 11 жовтня 2005 року під назвою The All-Star Sessions. Чотирьох «капітанів команди» було обрано, щоб очолити 57 артистів із 45 минулих і нинішніх груп Roadrunner, а також продюсувати та стежити за 18 треками альбому: тодішній барабанщик Slipknot Джої Джордисон, фронтмен і гітарист Trivium Метт Гіфі, гітарист Fear Factory Діно Касарес і фронтмен і гітарист Machine Head Робб Флінн. Проєкт був дітищем генерального менеджера Roadrunner UK Марка Палмера та віце-президента Roadrunner USA з A&R Монте Коннера. Проєкт альбому координувала Лора Річардсон, а зведенням займалися Колін Річардсон і Енді Сніп. Сесії всіх зірок породили один сингл і музичне відео («The End»). DVD, що входить до комплекту компакт-диска, є документальним фільмом про "Making Of" пісень. У ньому представлені сесії чотирьох капітанів команд, які створюють свої пісні.
13 жовтня 2008 року Roadrunner Records оголосив, що дводисковий DVD із вечіркою-концертом випуску, що містить пісні з альбому, виконані наживо, буде випущено 9 грудня 2008 року. DVD містить повний концерт і документальний фільм.
Дизайн проєкту був натхненний футболом, зокрема трьома європейськими футбольними клубами; «Манчестер Юнайтед», основне джерело натхнення для назви проекту та більшої частини логотипу, «Реал Мадрид» (корона логотипу) та «Мілан» (червоні та чорні смуги на тлі).

## The All-Star Sessions
| #     | Назва                                  | Автор слів               | Автор музики                | Виконано | Тривалість |
| ----- | -------------------------------------- | ------------------------ | --------------------------- | --- | ---------- |
| 1.    | «The Dagger»                           | Робб Флінн, Говард Джонс | Флінн                       | Виконавці - (К) Робб Флінн – ритм-гітара, спів - Говард Джонс – спів - Джефф Вотерс – соло-гітара - Джордан Вілан – ритм-гітара - Крістіан Олде Волберс – bass guitar - Ендолс Геррик – drums                                         | 5:31       |
| 2.    | «The Enemy»                            | Марк Гантер              | Діно Касарес, Рой Майорґа   | Виконавці - (К) Діно Касарес – ритм-гітара - Марк Гантер – спів - Андреас Кіссер – соло-гітара - Пол Ґрей – бас-гітара - Рой Майорґа – барабани                                                                                       | 4:44       |
| 3.    | «Annihilation by the Hands of God»     | Ґлен Бантон              | Джої Джордисон, Роб Барретт | Виконавці - (К) Джої Джордисон – барабани - Ґлен Бентон – спів - Джеймс Мерфі – соло-гітара - Роб Барретт – ритм-гітара - Метт ДеВріс – ритм-гітара - Стів Ді Джорджіо – бас-гітара                                                   | 5:33       |
| 4.    | «In the Fire»                          | King Diamond             | Метт Гіфі                   | Виконавці - (К) Метт Гіфі – ритм-, соло-, та акустична гітара - King Diamond – спів - Корі Больє – соло- та ритм-гітари - Майк Д'Антоніо – бас-гітара - Дейв Чаваррі – drums                                                          | 4:07       |
| 5.    | «The End»                              | Метт Гіфі                | Касарес                     | Виконавці - (К) Діно Касарес – ритм-гітара - Метт Гіфі – спів, соло-гітара - Лоґан Мейдер – гітара (флажолети) - Ріс Фалбер – клавіатура - Надя Пойлен – бас-гітара - Рой Майорґа – барабани                                          | 3:35       |
| 6.    | «Tired 'n Lonely»                      | Кіт Капуто               | Джордисон                   | Виконавці - (К) Джої Джордисон – бас-гітара, барабани - Кіт Капуто – спів - Джим Рут – соло- та гармонійна гітара - Ейсі Слейд – ритм-гітара - Том Німеєр – ритм-гітара - Метт Баумбах – ритм-гітара                                  | 3:37       |
| 7.    | «Independent (Voice of the Voiceless)» | Макс Кавалера            | Флінн, Філ Деммел           | Виконавці - (К) Робб Флінн – ритм-гітара, трьох-гітарна гармонія, синтезатор - Макс Кавалера – спів - Джефф Вотерс – соло-гітара - Джордан Вілан – ритм-гітара - Крістіан Олде Волберс – бас-гітара - Ендолс Геррик – барабани        | 4:51       |
| 8.    | «Dawn of a Golden Age»                 | Дені Філт                | Гіфі                        | Виконавці - (К) Метт Гіфі – соло- та ритм-гітара - Дені Філт – спів - Джастін Гаґберґ – гітара - Шон Малоун – bass guitar - Майк Сміт – drums                                                                                         | 4:09       |
| 9.    | «The Rich Man»                         | Корі Тейлор              | Флінн                       | Виконавці - (К) Робб Флінн – ритм-гітара, синтезатор - Корі Тейлор – спів - Джордан Вілан – ритм-гітара - Крістіан Олде Волберс – бас-гітара - Ендолс Геррик – drums                                                                  | 6:49       |
| 10.   | «No Way Out»                           | Деріл Паламбо            | Джордисон, Метт Сепанік     | Виконавці - (К) Джої Джордисон – бас-гітара, барабани - Деріл Паламбо – спів - Метт Баумбах – соло- та ритм-гітари - Junkie XL – синтезатор                                                                                           | 3:27       |
| 11.   | «Baptized in the Redemption»           | Дез Фафара               | Касарес, Майорґа            | Виконавці - (К) Діно Касарес – ритм-гітара - Дез Фафара – спів - Андреас Кіссер – соло-гітара - Пол Ґрей – бас-гітара - Рой Майорґа – барабани                                                                                        | 3:19       |
| 12.   | «Roads»                                | Мікаель Окерфельдт       | Джош Сільвер                | Виконавці - Мікаель Окерфельдт – спів - Джош Сільвер – синтезатор, спів | 2:24       |
| 13.   | «Blood & Flames»                       | Джессі Ліч               | Гіфі                        | Виконавці - (К) Метт Гіфі – соло-, ритм- та акустична гітари, спів - Джессі Ліч – спів - Джош Ренд – ритм-гітара - Майк Д'Антоніо – бас-гітара - Джонні Келлі – барабани                                                              | 5:38       |
| 14.   | «Constitution Down»                    | Кайл Томас               | Джордисон                   | Виконавці - (К) Джої Джордисон – барабани - Кайл Томас – спів - Джеймс Мерфі – гітарне соло (інтро) - Енді ЛаРок – гітарне соло - Роб Барретт – ритм-гітара, гітарне соло - Метт ДеВріс – ритм-гітара - Стів Ді Джорджіо – бас-гітара | 5:04       |
| 15.   | «I Don't Wanna Be (A Superhero)»       | Майкл Ґрейвс             | Гіфі                        | Виконавці - (C) Метт Гіфі – соло- та ритм-гітара - Майкл Ґрейвс – спів - Джастін Гаґберґ – ритм-гітара - Майк Д'Антоніо – бас-гітара - Дейв Чаваррі – бас-гітара                                                                      | 2:02       |
| 16.   | «Army of the Sun»                      | Тім Вільямс              | Флінн, Дейв Маклейн         | Виконавці - (К) Робб Флінн – ритм-гітара - Тім Вільямс – спів - Джордан Вілан – ритм-гітара - Крістіан Олде Волберс – бас-гітара - Ендолс Геррик – барабани                                                                           | 3:48       |
| 17.   | «No Más Control»                       | Крістіан Мачадо          | Касарес, Джон Санкі         | Виконавці - (К) Діно Касарес – ритм-гітара - Крістіан Мачадо – спів - Андреас Кіссер – гармонійне соло - Майк Саркісян – гармонійна гітара - Селлу Діас – бас-гітара - Дейв Маклейн – барабани                                        | 3:01       |
| 18.   | «Enemy of the State»                   | Пітер Стіл               | Джордисон, Сепанік          | Виконавці - (К) Джої Джордисон – барабани - Пітер Стіл – спів, клавішні - Стів Голт – соло, ритм- та слайд-гітара - Джош Сільвер – синтезатор - Дейв Пібус – бас-гітара                                                               | 5:08       |
| 76:55 |                                        |                          |                             | |            |

(C) – Позначає капітана пісні.

## Особосклад

### Капітани
Нижче наведені основні піснярі/продюсери для альбому, яких називали «капітанами команд», і кожен мав право вибирати музикантів, яких він бажав для кожної пісні.

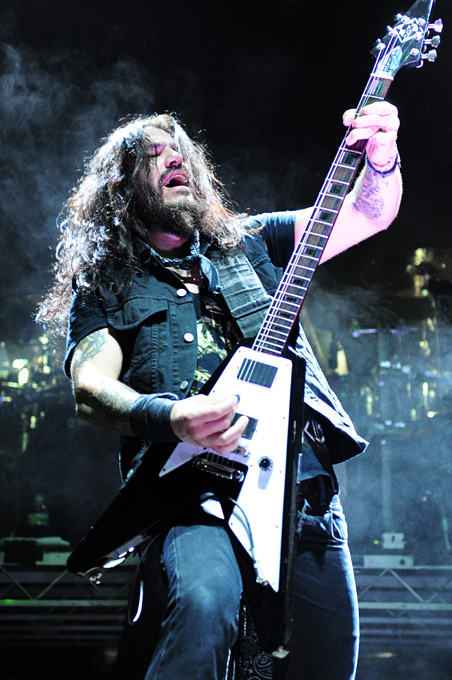
Робб Флінн, гітарист та співак гурту Machine Head

- Робб Флінн, гітарист та співак гурту Machine Head Робб Флінн — спів-вокал (трек 1), клавішні (треки 7, 9), ритм-гітара, продюсування (1, 7, 9, 16)

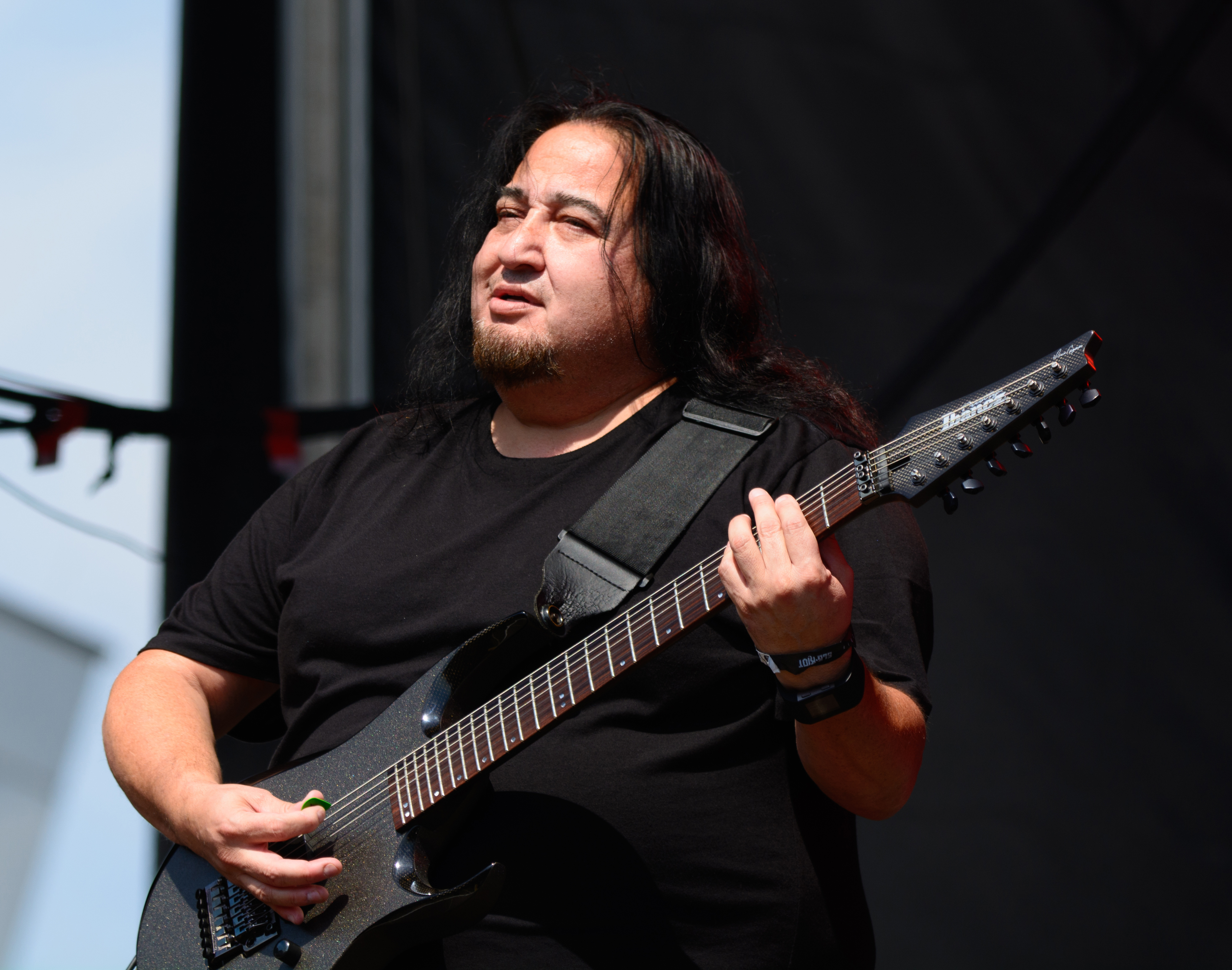
Діно Касарес, гітарист гурту Fear Factory

- Діно Касарес, гітарист гурту Fear Factory Діно Касарес – ритм-гітара, виробництво (треки 2, 5, 11, 17)

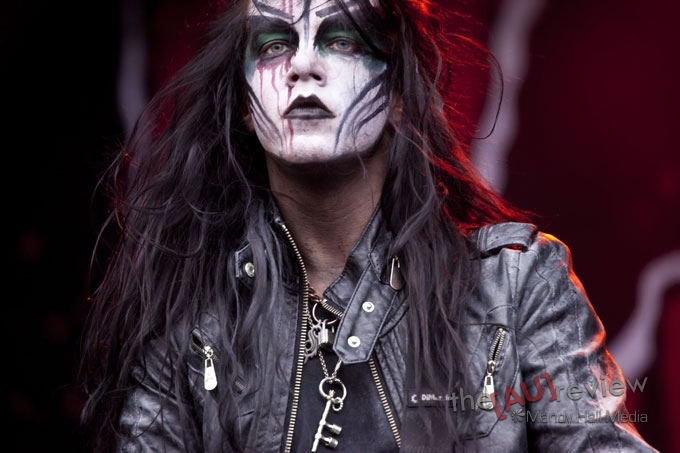
Джої Джордисон, колишній барабанщик Slipknot

- Джої Джордисон, колишній барабанщик Slipknot Джої Джордисон – бас (треки 6, 10), барабани, виробництво (треки 3, 6, 10, 14, 18)

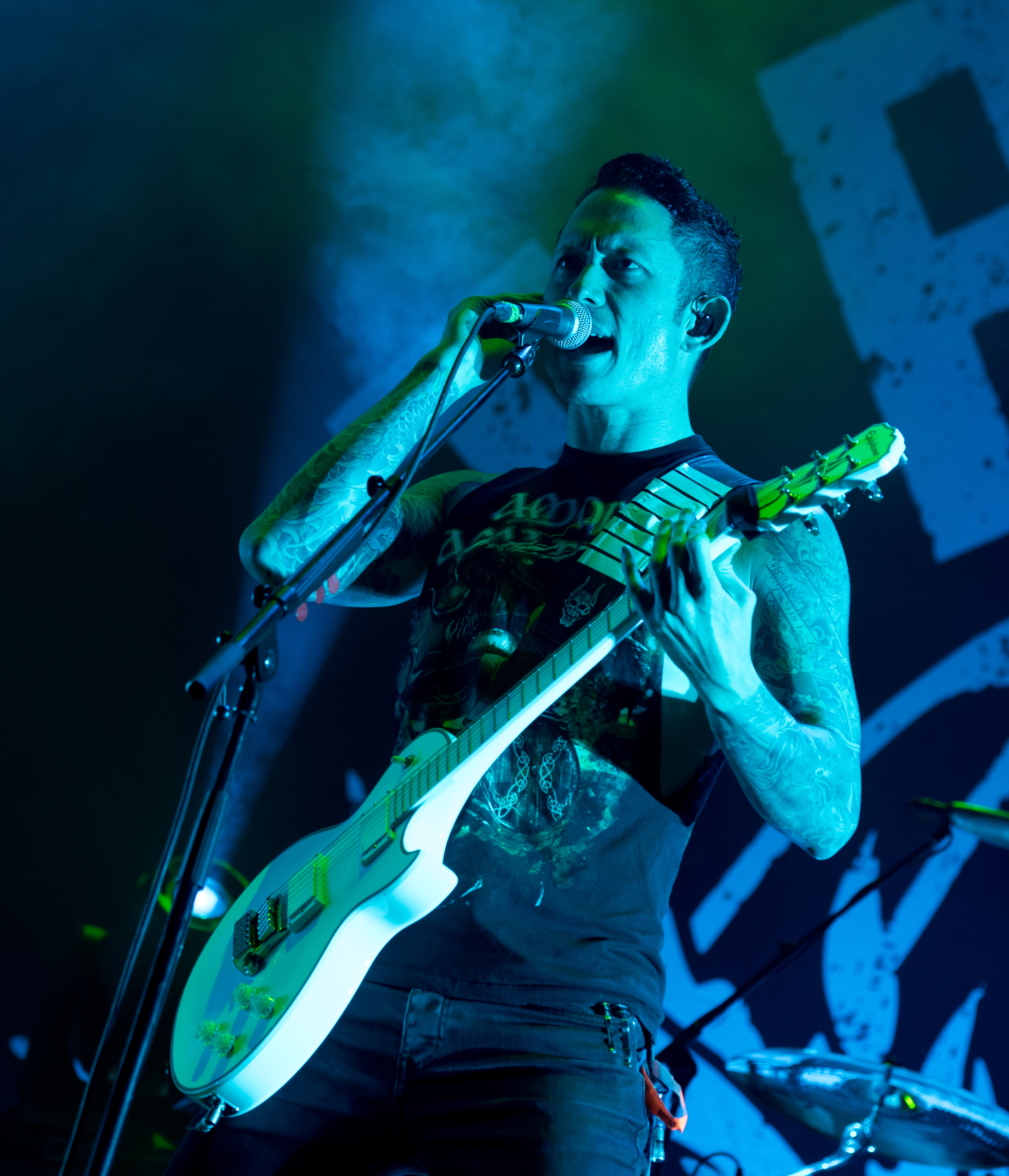
Метт Гіфі, вокаліст і гітарист Trivium

- Метт Гіфі, вокаліст і гітарист Trivium Метт Гіфі – головний спів (треки 5), додатковий спів (треки 8, 13), акустична гітара (треки 4, 13), соло та ритм-гітара, виробництво (треки 4, 8, 13, 15)

### Співаки
- Говард Джонс – (спів-вокал) (трек 1)
- Марк Гантер (трек 2)
- Ґлен Бентон (трек 3)
- King Diamond (трек 4)¨
- Метт Гіфі (трек 5)
- Кіт Капуто (трек 6)
- Макс Кавалера (трек 7)
- Дені Філт (трек 8)
- Корі Тейлор (трек 9)
- Деріл Палумбо (трек 10)
- Дез Фафара (трек 11)
- Мікаель Окерфельдт (трек 12)
- Джессі Ліч (трек 13)
- Кайл Томас (трек 14)
- Майкл Ґрейвс (трек 15)
- Тім Вільямс (трек 16)
- Крістіан Мачадо (трек 17)
- Пітер Стіл (трек 18)

### Гітаристи
- Джордан Вілан – ритм (треки 1, 7, 9, 16)
- Джефф Вотерс – соло (треки 1, 7)
- Андреас Кіссер – соло (треки 2, 11) співсоло (трек 17)
- Метт ДеВріс – ритм (треки 3, 14)
- Роб Барретт – ритм (треки 3, 14), співсоло (трек 14)
- Джеймс Мерфі – соло (трек 3), головна вступна частина (трек 14)
- Корі Больє – ритм і соло (доріжка 4)
- Лоґан Мейдер – флажолет (трек 5)
- Метт Баумбах – ритм (доріжки 6, 10), соло (трек 10)
- Том Німеєр – ритм (доріжка 6)
- Acey Slade – ритм (трек 6)
- Джим Рут – соло (доріжка 6)
- Джастін Гаґберґ – ритм (треки 8, 15)
- Джош Ренд – ритм (доріжка 13)
- Енді ЛаРок – співсоло (доріжка 14)
- Майк Саркісян – співсоло (доріжка 17)
- Стів Голт – ритм і акустика (доріжка 18)

### Басисти
- Крістіан Олде Волберс (треки 1, 7, 9, 16)
- Пол Ґрей (треки 2, 11)
- Стів Ді Джорджіо (треки 3, 14)
- Майк Д'Антоніо (треки 4, 13, 15)
- Надя Пойлен (трек 5)
- Шон Мелоун (трек 8)
- Марселу Діас (трек 17)
- Дейв Пібус (трек 18)

### Барабанщики
- Ендолс Геррик (треки 1, 7, 9, 16)
- Джої Джордисон (трек 3)
- Рой Майорґа (треки 2, 5, 11)
- Дейв Чаваррі (треки 4, 15)
- Майк Сміт (трек 8)
- Джонні Келлі (трек 13)
- Дейв МакКлейн (трек 17)

### Клавішні/Програмування
- Ріс Фалбер (трек 5)
- Junkie XL (трек 10)
- Джош Сільвер (доріжки 12, 18), бек-вокал (трек 12)
- Пітер Стіл (доріжка 18)

### Інженери
- Метт Сепанік (треки 3, 6, 10, 14, 18)
- Джейсон С'юкоф (треки 4, 8, 13, 15)
- Рой Майорґа (доріжки 2, 5, 11, 17)
- Марк Кітон (доріжки 1, 7, 9, 16)

### Чарти
| Чарти (2005)                                 | Пікова позиція |
| -------------------------------------------- | -------------- |
| Австралія Australian Albums (ARIA)           | 45             |
| Нідерланди Dutch Albums (MegaCharts)         | 92             |
| Франція French Albums (SNEP)                 | 114            |
| Німеччина German Albums (Offizielle Top 100) | 67             |
| Італія Italian Albums (FIMI)                 | 82             |
| Велика Британія UK Albums Chart              | 45             |
| США Billboard 200                            | 77             |